# 堀内隆 (新聞記者)
堀内 隆（ほりうち たかし、1970年 - ）は、日本のジャーナリスト。朝日新聞ロサンゼルス支局長（兼ハバナ支局長）。

## 略歴
- 埼玉県で育ち、1994年朝日新聞社入社。新人記者時代は主に九州で過ごす。フランス留学、外報部（2001年〜）、エルサレム支局（2002年〜2005年）、政治部を経て、現在はロサンゼルス支局長[1]。西海岸を拠点に、アラスカ、ハワイから中米、カリブまでを担当。ハバナ支局長も兼務[2]。

## 役職
- ロサンゼルス支局長（兼ハバナ支局長） - （2008年〜）

## 主な記事
エルサレム時代は、ちょうど第2次インティファーダ時代にあたり、イスラエルとパレスチナ側の対立が激化したが、エルサレムの高層マンションからイスラエル軍の報道を伝えるのみで、ガザに入っての取材をほとんどしなかった。「自爆テロ」という語を早い時期に最も頻繁に使った記者のひとりである。それによって他の朝日新聞の記者がガザからの取材で「自爆攻撃」という言葉を使うなど、朝日新聞内部での用語の矛盾も露呈した。一貫してイスラエル軍報道を優先し、パレスチナ側からの視点を伝えることはないまま移動となった。

## 参照
- aサロン＿特派員　世界を走る＿交通違反も一大産業（ロサンゼルス発）
- aサロン＿特派員　世界を走る＿特派員　被災地を走る（ポルトープランス発）
- aサロン＿つながる、つなげる－市民∞社会＿ある老活動家の口癖
- aサロン＿つながる、つなげる－市民∞社会＿外干しもエコ

## 関連事項
- 朝日新聞社
  - 朝日新聞